# Erich Wöllner

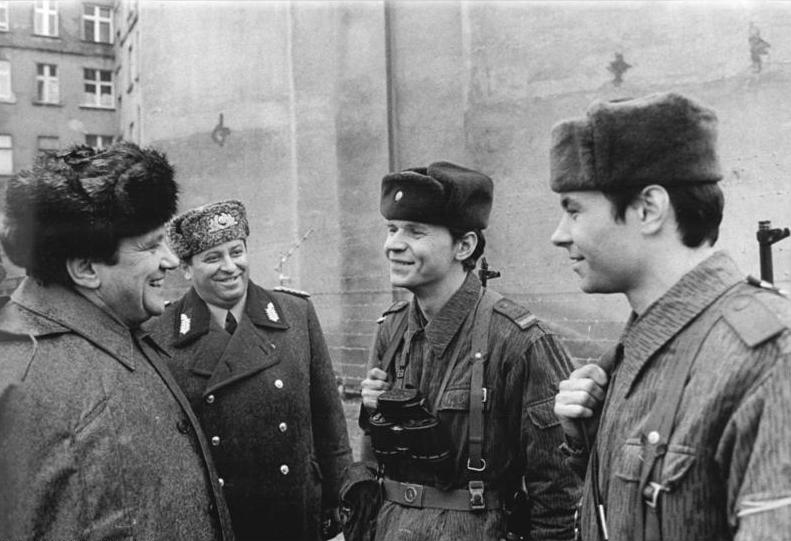
Erhard Krack und Erich Wöllner (1980)

Erich Wöllner (* 16. März 1931 in Kirchhasel, Schwarza-Kreis) ist ein ehemaliger Generalmajor der Grenztruppen der DDR.

## Leben
Der Sohn eines Zimmermanns erlernte von 1945 bis 1949 den Beruf eines Schuhmachers. Er arbeitete zunächst als Transportarbeiter und wurde im August 1949 Angehöriger der Deutschen Volkspolizei. Er besuchte die VP-Schule in Döbeln und diente ab 1952 als Offizier in der Kasernierten Volkspolizei. 1953 wurde er Mitglied der SED. Von 1955 bis 1959 besuchte er die Frunse-Militärakademie in der Sowjetunion und wurde anschließend als stellvertretender, dann als Stabschef eines Mot.Schützen-Regiments eingesetzt. Von 1962 bis 1965 war er Kommandeur des Mot.Schützen-Regiments 16 „Robert Uhrig“ in Bad Frankenhausen. Nach dem Besuch der Generalstabs-Akademie der UdSSR von 1965 bis 1967 war er bis 1971 1. Stellvertreter des Kommandeurs, dann bis 1973 Stabschef der 4. Mot.Schützen-Division. Von 1973 bis 1979 war er Kommandeur der Unteroffiziersschule „Paul Fröhlich“ der NVA in Zwickau. Zum 1. März 1976 wurde er zum Generalmajor ernannt.
Erich Wöllner war von 1979 bis 1990 Kommandeur des Grenzkommandos Mitte, wo ihm annähernd 12.000 Soldaten unterstanden. In seinen Zuständigkeitsbereich fielen unter anderem die Erschießung der DDR-Flüchtlinge Marienetta Jirkowsky im November 1980 und Chris Gueffroy im Februar 1989. Die vier an der Erschießung von Gueffroy beteiligten Grenzsoldaten zeichnete Wöllner anschließend mit dem Leistungsabzeichen der Grenztruppen und je 150 Mark Prämie aus. Am 30. April 1990 erfolgte seine Entlassung aus dem Militärdienst.
Von 1984 bis 1986 war er Kandidat, dann bis 1989 Mitglied der SED-Bezirksleitung Berlin.
1997 wurde gegen Erich Wöllner vor dem Landgericht Berlin Anklage „auf mehrfachen Totschlag und versuchten Totschlag oder Beihilfe dazu“ erhoben. Im März 1998 wurde er wegen Totschlags in sechs Fällen zu fünf Jahren Haft verurteilt, die er wegen einer altersbedingten Haftunfähigkeit nicht antreten musste.

## Auszeichnungen
- 1981 Vaterländischer Verdienstorden in Bronze
- 1986 Vaterländischer Verdienstorden in Silber
- Kampforden „Für Verdienste um Volk und Vaterland“ in Gold